# Wasserwaage
Die Wasserwaage (Richtwaage oder Maurerwaage) ist ein Prüfgerät zur horizontalen oder vertikalen Ausrichtung eines Objektes und besteht aus einer gefassten Libelle, die zu den Messflächen ausgerichtet ist.
Ursprünglich bezeichnet der Begriff Wasserwaage eine gefasste Libelle, deren Fassung nicht wesentlich größer als diese Libelle ist und eine ebene Seite besitzt. Wegen der Kürze einer derartigen Wasserwaage kann man damit nur einzelne Objekte wie Balken oder Steinblöcke auf horizontale Lage überprüfen. Um zusammengesetzte Bauwerke, wie beispielsweise eine Mauer oder eine Pflasterung überprüfen zu können, wurde diese Wasserwaage auf eine längere Leiste (meist Hartholz) aufgesetzt. Das Gefälle eines Kanals oder einer Pflasterung lässt sich durch Messen oder durch Erfahrung mit dem Einspielpunkt der Libelle überprüfen. Üblich ist eine Markierung (Pars) links und rechts an der Libelle, die einer Abweichung von meist einem Grad entspricht.
Richtwaage, auch Maurerwaage (als Werkzeug des Maurers), bezeichnet ein Prüfgerät mit ein oder zwei Libellen (auch mehr sind möglich), die in einem 30–200 cm langen Profil aus Aluminium-Konstruktionsprofil, wasserunempfindlichem, stabilen Hartholz, Aluminiumguss, Kunststoff o. ä. mit einer oder zwei Messflächen eingelassen sind. Diese Messflächen können gefräst oder beschichtet sein. Bei zwei Libellen sind diese senkrecht zueinander so eingebaut, dass man sowohl die Horizontale als auch die Vertikale überprüfen kann. Es gibt auch Wasserwaagen mit drei Libellen; die dritte Libelle ist dann für das Prüfen der 2°-Neigung (Gefälle von Abwasserrohren) oder 45°-Neigung  vorgesehen. Auch drehbare Libellen, die sich nach einer Skala auf bestimmte Werte einstellen lassen sind teilweise vorhanden.
Wasserwaagen mit einer Länge von mehr als 200 cm sind selten und werden oft fälschlicherweise Richtscheit genannt. Wasserwaagen können unter Inkaufnahme von Verschmutzung und Abnutzung auch für die Funktion eines Richtscheits bemüht werden, unterscheiden sich jedoch von diesem Objekt klar durch das Vorhandensein von Libellen. Das Profil von echten Richtscheiten ist typisch ca. doppelt bis dreimal so hoch wie das einer Wasserwaage.
Heutzutage werden nahezu ausschließlich Maurerwaagen verschiedener Länge mit zwei Libellen hergestellt und diese verallgemeinert als Wasserwaage bezeichnet.

## Besondere Bauformen
Während die Wasserwaage eigentlich ein Werkzeug ist, welches nur dem Einbau einzelner Bauteile, zum Beispiel Steine, Ziegel, Rohre, Balken und nicht der Bauwerkvermessung über größere Distanzen dient, gibt es weitere Formen wie die Schnurwasserwaage, Pfostenwasserwaage oder die Laserwasserwaage.
Die Schnurwasserwaage ist eine gefasste Libelle mit zwei Ösen, so dass man diese in eine Schnur, zum Beispiel eines Schnurgerüstes knoten kann. Wegen des Durchhängens einer horizontalen Schnur und der Wind- und Schwinganfälligkeit kann dies nur einer groben Orientierung dienen. Die Schnurwasserwaage sollte möglichst genau in der Mitte hängen und die Schnur sehr stramm gehalten werden.
Die Richtwaage im Maschinenbau ist eine Sonderform der normalen Richtwaage, da hier Genauigkeiten im Bereich bis zu 0,01 mm auf 1 m Länge gefordert werden.

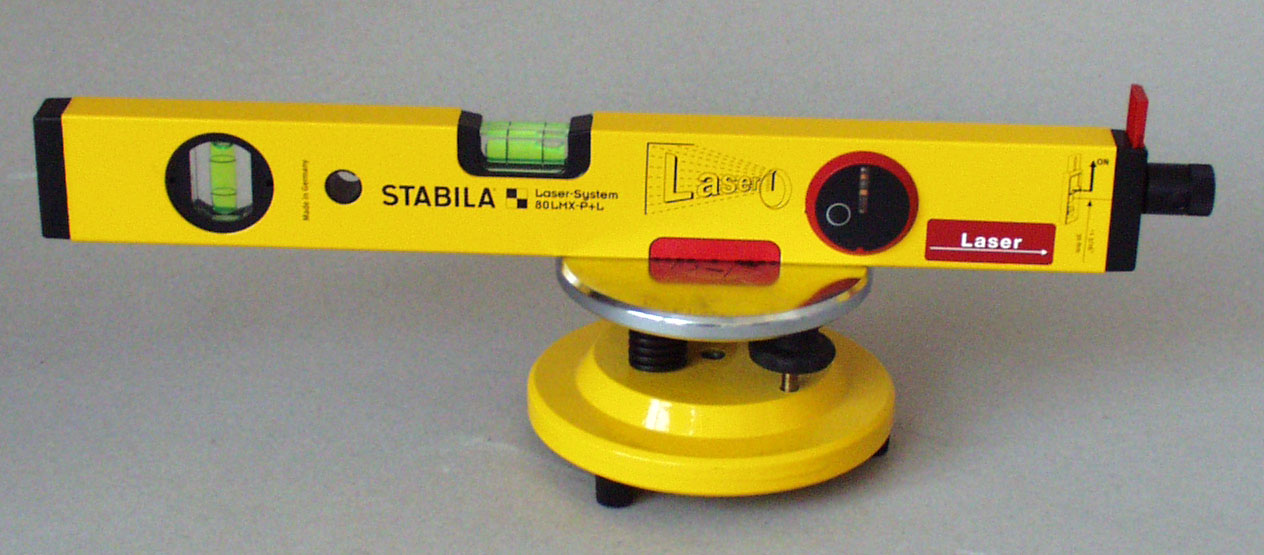
Laserwasserwaage auf Nivellierteller

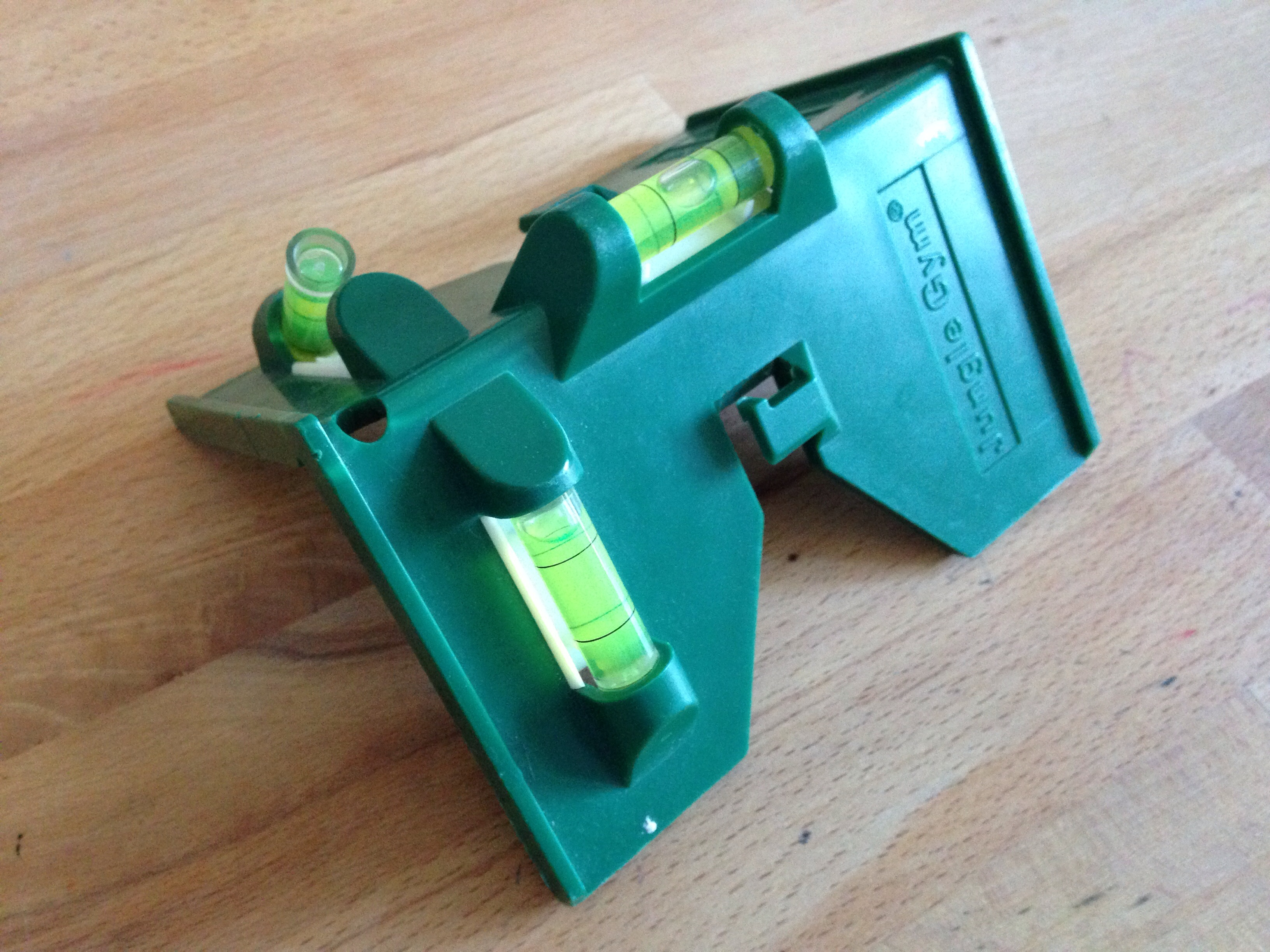
Wasserwaage mit mehreren Achsen

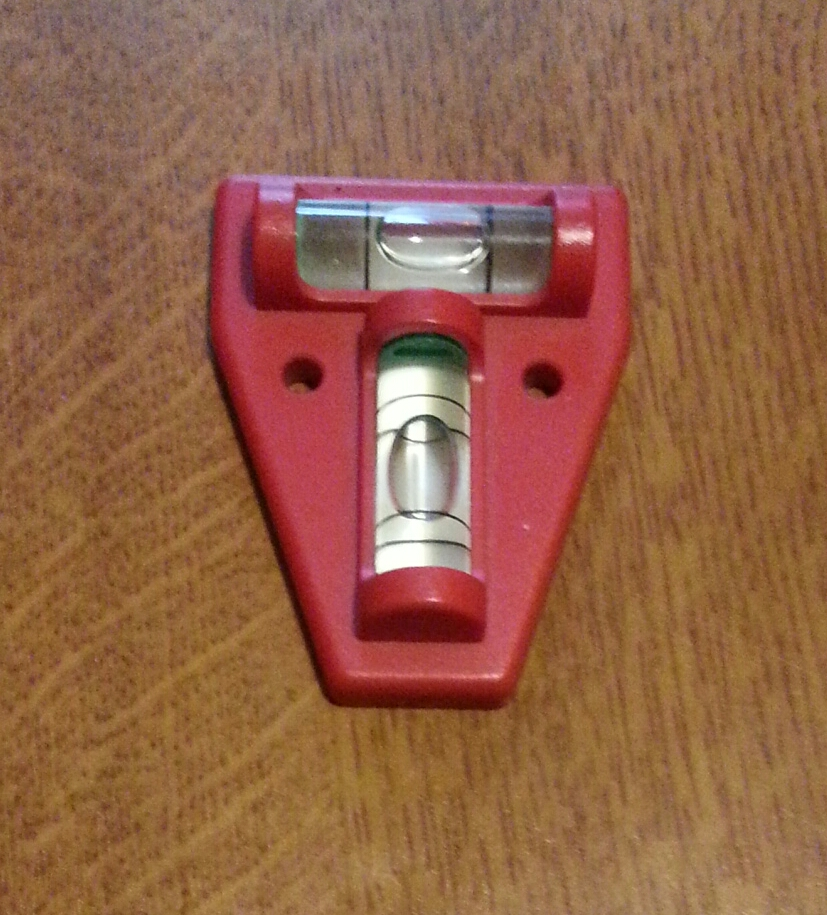
Kreuzwasserwaage zur Ausrichtung in zwei Ebenen

Die Laserwasserwaage verfügt über einen Laser, dessen Strahl in der Höhe um einige Zentimeter versetzt, parallel zur Sohle der Wasserwaage strahlt. Eine Lasereinheit aus Laserdiode, Steuerelektronik und einer Linse zum Ausrichten und Fokussieren des Laserstrahls wird in das Profil einer Wasserwaage eingebaut. Der Laserstrahl wird anschließend auf die Messfläche der Wasserwaage einjustiert. Die Genauigkeit der Laserwasserwaage hängt im Wesentlichen von der Einzelgenauigkeit und dem Zusammenspiel der einzelnen Komponenten Libelle, Wasserwaagenprofil und Lasereinheit ab. Billig-Laserwasserwaagen aus dem Discounter haben vielfach schlechtere Genauigkeiten (mehr als 1 mm/m) oder besitzen nicht einmal eine Genauigkeitsangabe. Hinzu kommen schlecht eingebaute und ungenügend justierte Lasereinheiten bzw. Libellen. Zum Übertragen einer Höhe, zum Beispiel eines Meterrisses, gibt es Laserwasserwaagen mit Nivellierteller, der auf einem Stativ oder anderem festen Standpunkt aufgestellt werden kann. Während eine gewöhnliche Schlauchwaage oder ein Nivelliergerät nur zu zweit genutzt werden kann, kann bereits ein Arbeiter mit einer Wasserwaage mit Laser eine Höhe übertragen. Die Reichweite des Laserstrahls hängt stark von der Umgebungshelligkeit und der Wellenlänge der Laserdiode ab. Gute Laserwasserwaagen haben unter normalen Baustellenbedingungen eine Reichweite von 30–40 m. Für größere Reichweiten und Genauigkeiten sollte ein Nivelliergerät oder Rotationslaser verwendet werden.

## Messgenauigkeit

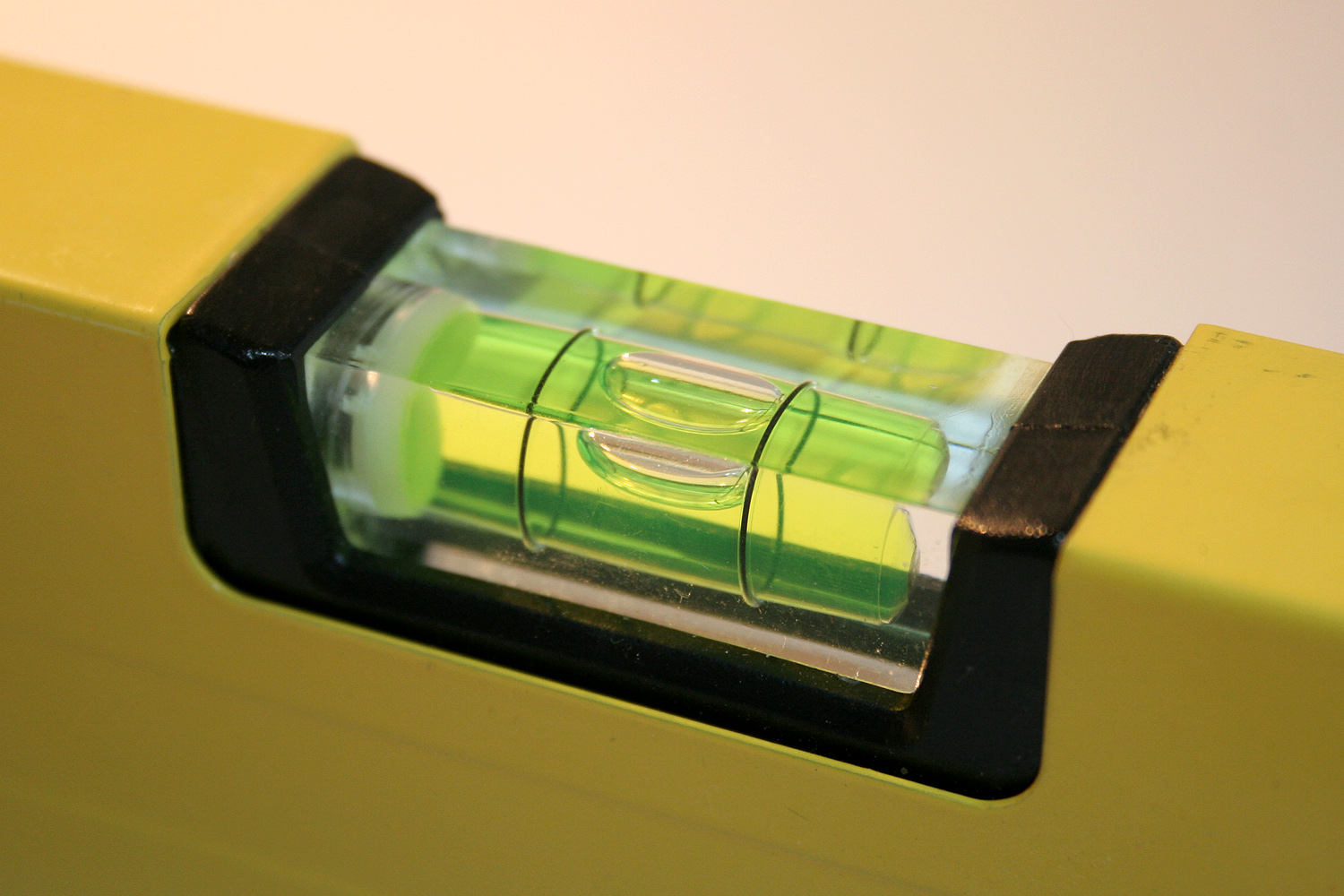
Die Libelle befindet sich genau zwischen der Begrenzungsanzeige

Die Messgenauigkeit ist auf der Wasserwaage meist in mm/m, aber auch in Winkelgrad angegeben und kann von einem amtlichen Prüfamt per Siegel bestätigt sein. Sie bezeichnet nur den maximalen Messfehler für das Messen über eine Distanz mit der Länge der jeweiligen Wasserwaage und nicht für die Überprüfung zweier Punkte mit einer Distanz von wenigen cm und auch nicht für eine Messung mit Zwischenpunkten, zum Beispiel bei einer Distanz von 1 m mit einer Wasserwaage mit 40 cm Länge.

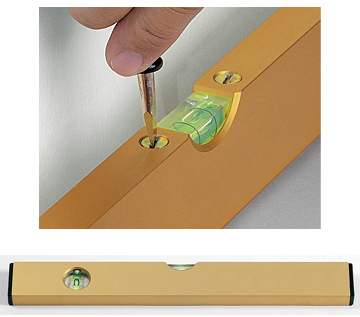
Wasserwaage, die bei Messungenauigkeit eigenhändig nachjustiert werden kann, um exakte Messgenauigkeit wiederherzustellen

Die Messgenauigkeit hängt von der Qualität der Libelle, der Einbaugenauigkeit, vom Aluprofil/Holzkörper und der Genauigkeit der Setzkante ab. Sie kann durch unsachgemäßen Umgang (Stöße, Belastungen, extreme Temperaturen und besonders bei Wasserwaagen aus Holz durch Feuchtigkeit oder gar Nässe), falsche Lagerung, mangelnde Pflege oder durch Alterung schlechter werden.
Übliche Messgenauigkeiten in Normallage im Neuzustand:
- 0,057°, dies entspricht 1 mm/m
- 0,0285°, dies entspricht 0,5 mm/m

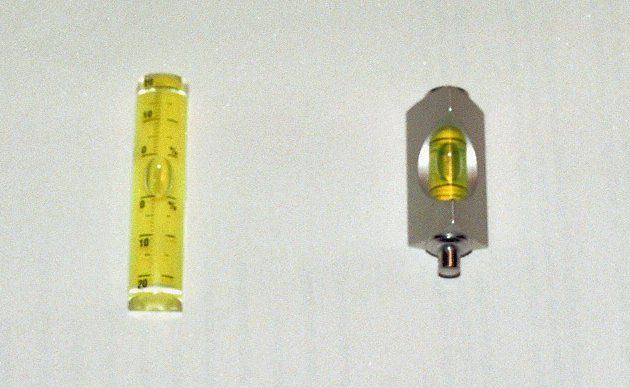
Zwei Libellen (rechts mit Aufhängung für Montage)

Mit einer einfachen Skala bedruckt kann eine Röhrenlibelle auch zur direkten Messung von Gefällen benutzt werden.
Die korrekte Funktion einer Wasserwaage wird geprüft, indem sie um 180° gedreht auf dieselbe Fläche aufgesetzt wird. Zeigt die Libelle bei beiden Messungen dieselbe Neigung, ist die Wasserwaage genau, bei einer Abweichung zeigt deren Größe die Ungenauigkeit.

## Geschichte

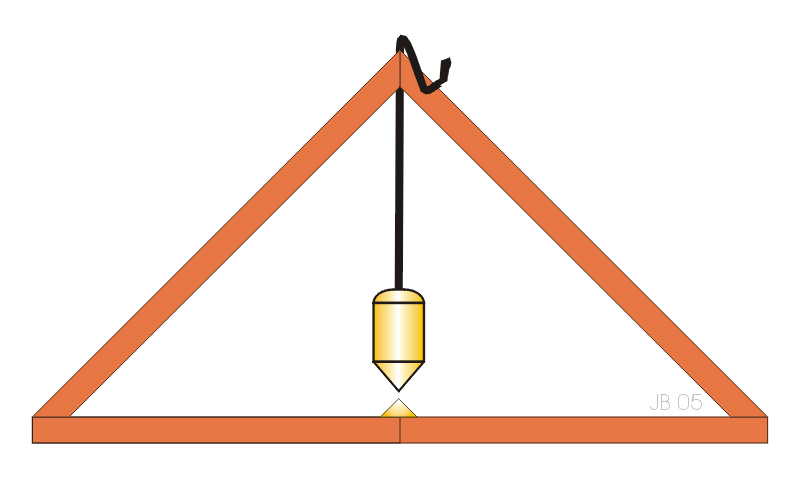
Prinzip der antiken Setzwaage

Bereits die alten Ägypter nutzten zum Bau der Pyramidengrundplatte das Wasser, indem sie einen rechteckigen Graben rund um die geplante Baustelle zogen und diesen mit Wasser füllten. Alles was sich oberhalb der Wasserlinie zwischen den Kanälen befand, wurde entfernt. Auf diese Art konnten Genauigkeiten von 2 cm erreicht werden.
In der Antike wurde als Setzwaage ein gleichschenkliges Dreieck verwendet, in das ein Lot (Senkblei) aufgehängt wurde. Das Senkblei zeigt auf die Mitte der Grundseite des Dreiecks, wenn diese in der Waage ist.
Im Jahr 1661 entwickelte Melchisédech Thévenot eine erste brauchbare Wasserwaage mit verkapselter Flüssigkeit. Diese hatte noch zwei bananenförmige Kapseln und war relativ kompliziert in der Anwendung. Bald ging man dazu über, Alkohol statt Wasser zu verwenden, um die Frostfestigkeit zu erhöhen. Die heutige Bauform mit einer einzigen, nur minimal gekrümmten Kapsel entstand in den 1920er Jahren.

## Weitere Werkzeuge mit ähnlicher Funktion
- Die Setzlibelle entspricht der Wasserwaage, nur ist sie 100 mal genauer
- Die Nivellierwaage (Kanalwaage) ist ein einfaches geodätisches Messinstrument.
- Mit Gefällemessern und Neigungsmessern können beliebige Winkel zur Horizontalen gemessen werden.
- Mit der Schlauchwaage lässt sich eine bestimmte Höhe waagrecht auch ohne Sichtbeziehung übertragen.
- Die Dosenlibelle wird zur Grobausrichtung in zwei Dimensionen benutzt, z. B. beim Aufbau des Stativs optischer Geräte, und besteht aus einem Glasgefäß, das nach oben kugelförmig rund ausgeschliffen ist und nach oben mittig darüber eine oder zwei Markierungskreise hat.